# 山縣由美子
山縣 由美子（やまがた ゆみこ、1959年3月19日 - ）はアナウンサー。九州大学元理事で、南日本放送元アナウンサー・ニュースキャスター。

## 人物
- 鹿児島県出身。九州大学卒。生まれは山口県岩国市、父の全国転勤のため、長崎、広島、千葉、神奈川、京都など各地で暮らしたのち、実家は鹿児島県に。鹿児島県立鹿屋高校を卒業。九州大学文学部４年生の時、NHK福岡放送局の大学生キャスターに起用され、九州大学卒業後の1981年、南日本放送（MBC）に入社。同年からは、「MBC6時こちら報道」で鹿児島初の女性ニュースキャスターを務めた。1989年退社後はNHK福岡放送局(-1991年)や福岡放送（FBS）(1991-1994年)でキャスターに。1997年、新しい報道番組「陶山賢治の時の風」開始と共に古巣・南日本放送へ復帰。陶山賢治とキャスターを務めた。

- MBC復帰後はドキュメンタリー制作にも挑戦。2003年制作「小さな町の大きな挑戦～ダイオキシンと向き合った川辺町の６年～」では、文化庁芸術祭賞、ギャラクシー優秀賞、放送文化基金賞、日本民間放送連盟賞、地球環境映像祭最優秀賞などを受賞。2008年制作「やねだん～人口300人、ボーナスが出る集落～」では、石橋湛山記念早稲田ジャーナリズム大賞、ギャラクシー賞選奨、地方の時代映像祭優秀賞、日本・韓国・中国テレビ制作者フォーラムグランプリ、放送人グランプリ特別賞、農業ジャーナリスト賞を受賞した。

- 2014年、母校・九州大学の理事に起用され、MBC退社。大学と社会をつなぐスポークスパーソンの役割を担い、広報改革などを指揮した。2020年に九大理事を退任。

- 2019年には、鹿児島県鹿屋市の柳谷集落（愛称やねだん）の20余年の地域再生をまとめた取材記　　「奇跡の集落やねだんを取材した日々」（羽鳥書店）を出版している。
- 2021年、地方の時代映像祭４０周年記念出版に参加。　　　　　　　　　　　　　　　　　　　　　　　　　　「地域発ドキュメンタリーが社会を変える」（共著　ナカニシヤ出版）
- 2022年より、福岡女子大学経営協議会委員　および　非常勤講師（地域共創論）